# エゼキエル・ケンボイ
エゼキエル・ケンボイ（Ezekiel Kemboi Cheboi, 1982年5月25日 - ）は、ケニアの陸上競技選手。2004年アテネオリンピック・2012年ロンドンオリンピックおよび2009年・2011年・2013年・2015年世界陸上競技選手権大会の男子3,000m障害金メダリストである。

## 主な実績
| 年   | 大会                             | 場所                         | 種目       | 結果 | 記録      |
| ---- | -------------------------------- | ---------------------------- | ---------- | ---- | --------- |
| 2002 | コモンウェルスゲームズ           | マンチェスター（イギリス）   | 3,000m障害 | 銀   | 8分19秒78 |
| 2003 | 世界陸上選手権                   | パリ（フランス）             | 3,000m障害 | 銀   | 8分5秒11  |
| 2003 | ワールドアスレチックファイナル   | モンテカルロ（モナコ）       | 3,000m障害 | 銅   | 8分11秒79 |
| 2004 | オリンピック                     | アテネ（ギリシャ）           | 3,000m障害 | 金   | 8分5秒81  |
| 2004 | ワールドアスレチックファイナル   | モンテカルロ（モナコ）       | 3,000m障害 | 銀   | 8分2秒98  |
| 2005 | 世界陸上選手権                   | ヘルシンキ（フィンランド）   | 3,000m障害 | 銀   | 8分14秒95 |
| 2005 | ワールドアスレチックファイナル   | モンテカルロ（モナコ）       | 3,000m障害 | 銀   | 8分9秒04  |
| 2006 | コモンウェルスゲームズ           | メルボルン（オーストラリア） | 3,000m障害 | 金   | 8分18秒17 |
| 2007 | 世界陸上選手権                   | 大阪（日本）                 | 3,000m障害 | 銀   | 8分16秒94 |
| 2008 | オリンピック                     | 北京（中華人民共和国）       | 3,000m障害 | 7位  | 8分16秒38 |
| 2008 | ワールドアスレティックファイナル | シュトゥットガルト（ドイツ） | 3,000m障害 | 銀   | 8分15秒32 |
| 2009 | 世界陸上選手権                   | ベルリン（ドイツ）           | 3,000m障害 | 金   | 8分00秒43 |
| 2009 | ワールドアスレティックファイナル | テッサロニキ（ギリシャ）     | 3,000m障害 | 金   | 8分04秒38 |
| 2011 | 世界陸上選手権                   | 大邱（韓国）                 | 3,000m障害 | 金   | 8分14秒85 |
| 2012 | オリンピック                     | ロンドン（イギリス）         | 3,000m障害 | 金   | 8分18秒56 |
| 2013 | 世界陸上選手権                   | モスクワ（ロシア）           | 3,000m障害 | 金   | 8分06秒01 |
| 2015 | 世界陸上選手権                   | 北京（中国）                 | 3,000m障害 | 金   | 8分11秒28 |

## 自己ベスト
- 3,000m - 7分44秒24 (2012年9月9日、リエティ)
- 3,000m障害 - 7分55秒76 (2011年7月22日、モナコ)世界歴代6位